# Jung Youngsun
Jung Youngsun (koreanisch 정영선; geboren 1941) ist eine südkoreanische Landschaftsarchitektin.

## Leben, Werk
Obwohl sie in den 1980er Jahren die Freianlagen am Olympiastadion Seoul und den 1990er Jahren die Grünflächen des Flughafen Incheon von Seoul gestaltet hatte, wurde die Architektin erst spät auf internationaler Ebene bekannt. 2023 wurde sie mit dem renommierten Sir Geoffrey Jellicoe Award der International Federation of Landscape Architects (ILFA) ausgezeichnet. 2025 wurde ihr die Eröffnungsausstellung im neuen San Marco Art Center am Markusplatz in Venedig gewidmet.
Über ihre Arbeiten sagt sie, es seien „auf die Erde geschriebene Gedichte“. In ihrem Heimatland berühmt wurde sie für die Verwandlung einer tristen Industrielandschaft in Seoul in einen Wasserpark. Der Seonyudo Park (1999–2002) gewann eine Reihe internationaler Auszeichnungen. Betreffend des neuen Hauptgebäudes der  AmorePacific Group arbeitete sie mit dem britischen Architekten David Chipperfield zusammen. Ihr Konzept für die Gärten sah vor, dass ausschließlich Pflanzen eingesetzt werden, die in der Kosmetikherstellung gebraucht werden.

## Weblink
- Jung Youngsun: For All That Breathes On Earth